# محطة دوكوفاني للطاقة النووية
محطة دوكوفاني للطاقة النووية هي محطة للطاقة النووية بالقرب من قرية دوكوفاني في جمهورية التشيك.

## نبذة
كانت ثاني محطة للطاقة النووية في تشيكوسلوفاكيا في عام 1958، والأولى في ما يعرف الآن بجمهورية التشيك. في عام 1970 وقعت تشيكوسلوفاكيا والاتحاد السوفيتي على عقد لبناء محطتين للطاقة النووية، بدأت أعمال البناء الفعلية بعد أربع سنوات، من عام 1985 إلى عام 1987.

## الأهمية
تنتج المحطة ما يقرب من 14 كيلوواط ساعة من الطاقة الكهربائية سنويًا لشبكة الطاقة الوطنية.